# Chileoniscus marmoratus
Chileoniscus marmoratus is een pissebed uit de familie Scleropactidae. De wetenschappelijke naam van de soort is voor het eerst geldig gepubliceerd in 1986 door Taiti, Ferrara & Schmalfuss.